# Carolina Trujillo
Carolina Trujillo Píriz (Montevideo, 27 de marzo de 1970) es una escritora, cineasta y guionista de nacionalidad uruguaya-neerlandesa.

## Biografía
Llegó a los Países Bajos a la edad de seis años con su madre y su hermana, como refugiada política de la dictadura. 
En 1991 ganó el concurso de novela juvenil de la editorial Colihue con De exilios, maremotos y lechuzas, una narración con elementos autobiográficos donde relata la historia de una niña de nueve años, exiliada con su madre y hermana en Holanda. El libro fue editado en ese mismo año con prólogo de Herminia Petruzzi.
Se recibió de guionista en la Academia de cine de Ámsterdam en 1996.
En febrero de 2010, le fue otorgado el premio BNG para escritores jóvenes en lengua flamenca (15.000 euros, una estatuilla y honor perpetuo).

## Libros
| Año  | Título                           | ISBN          | Editorial | Otros                                                                          |
| ---- | -------------------------------- | ------------- | --------- | ------------------------------------------------------------------------------ |
| 1991 | De exilios, maremotos y lechuzas | 950-581-094-6 | Colihue   | Primer premio Concurso Colihue de Novela (1991).                               |
| 2002 | El bastardo de Mal Abrigo.       | 9029071699    |           | (De Bastaard van Mal Abrigo) Premio a mejor debut literario en Holanda. (2002) |
| 2009 | El regreso de Lupe García.       | 9789029083492 |           | (De Terugkeer van Lupe García)                                                 |
| 2014 | El quiebracanto                  | 9021445999    |           | (De zangbreker)                                                                |